# Spodnie

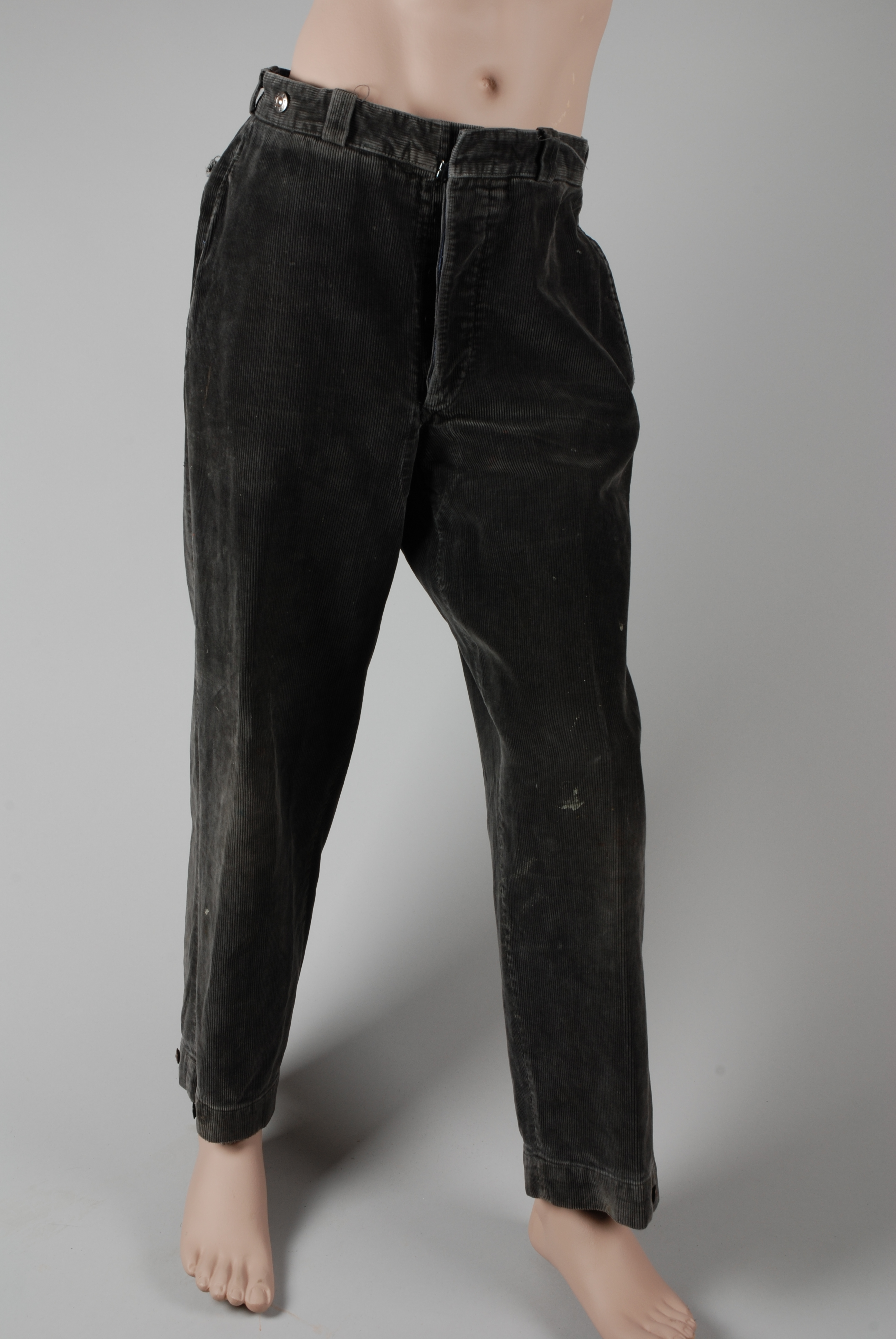
Spodnie

Spodnie – wierzchnia część ubrania osłaniająca ciało od pasa w dół, z nogawkami. Noszone są zarówno jako element dwu- lub trzyczęściowego garnituru, jak i samodzielnie. Dawniej były wyłącznie elementem ubrań męskich aż do lat 20. XX w., kiedy emancypacja kobiet pociągnęła za sobą szereg przemian obyczajowych i rewolucję obyczajową. Współcześnie są elementem ubrań zarówno kobiecych, jak i męskich.

## Historia

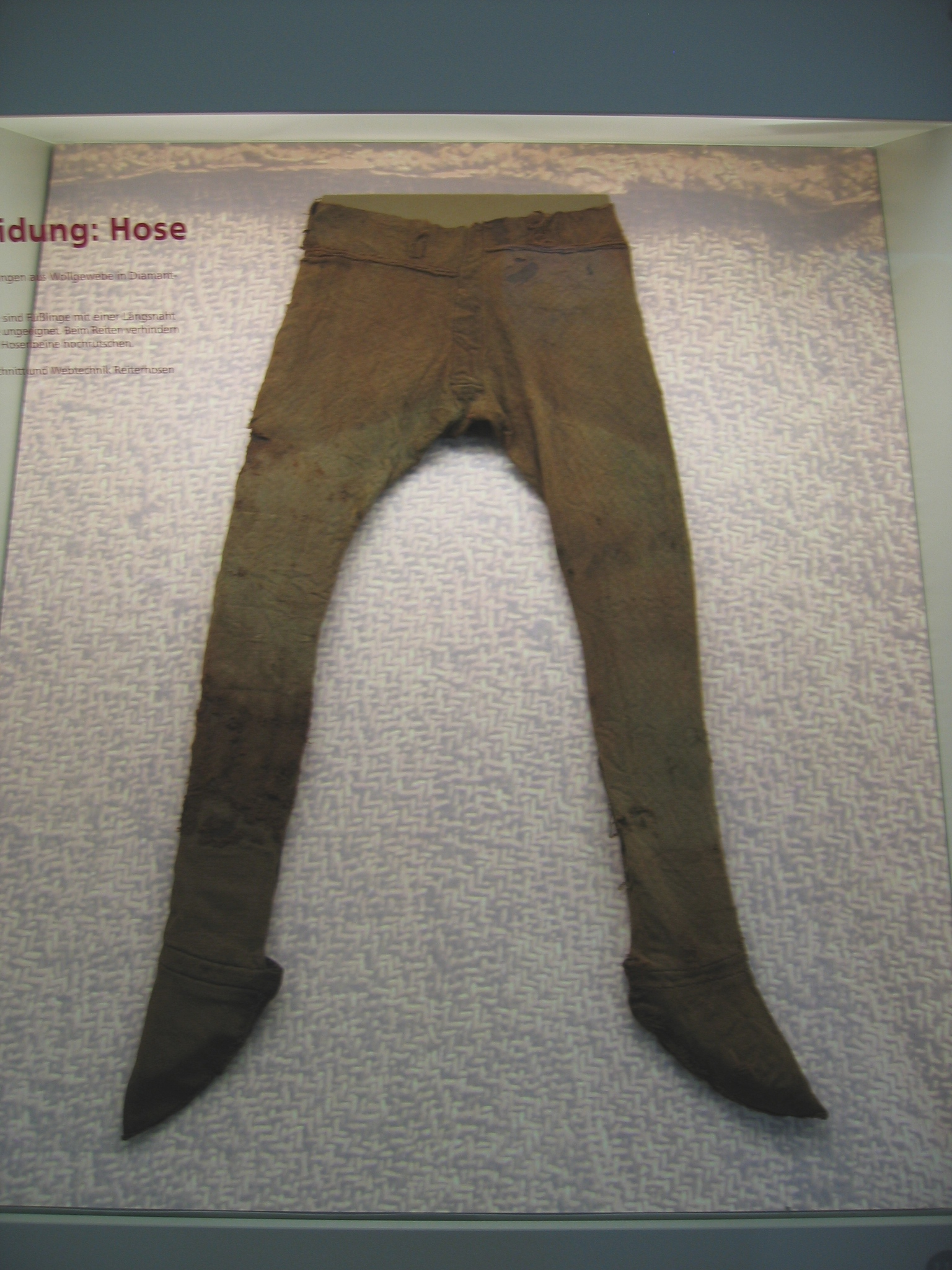
Spodnie-nogawice z połowy IV wieku znalezione w Thorsberg Bog (Schleswig-Holstein, Niemcy)

Ubranie podobne do spodni, bardziej przypominające rajstopy noszono już w pierwszych wiekach naszej ery, o czym świadczą znaleziska. Stopy tych rajstopo-spodni podszyte były skórą tworząc podeszwy. W drugiej połowie XII w. noszono nogawice, czyli dwie, niezszyte z sobą rury z materiału, najczęściej sukna, o dość zróżnicowanej długości przypinane do specjalnego paska zakładanego pod tunikę. Pasek ten był męskim odpowiednikiem pasa do pończoch. Nogawice na dole zawijane były onucami lub owijane krzyżującymi się na goleni taśmami albo wpuszczane w krótkie pończochy. Noszono też prymitywne spodnie składające się z dwóch jednakowych części – przodu i tyłu. W miarę jak wierzchnie części ubioru stawały się coraz krótsze, nogawice stawały się coraz dłuższe i w drugiej połowie XIV w. zakrywały całe nogi. Nogawice są w tym czasie również elementem strojów kobiecych. Pod koniec XIV w. nogawice sięgały talii i były połączone w środku. Powstało coś w rodzaju nogawico-spodni. Tylna i przednia część pozostawały niezszyte. Z przodu przywiązywano wykonany oddzielnie woreczek, sak zakrywający genitalia. Stopy nogawic obszywano cienką skórą, co pozwalało na rezygnację z obuwia w pomieszczeniach. W XV w. nogawico-spodnie krojono i zszywano z kolorowych pasów, ciętych ze skosów tkaniny, dzięki czemu uzyskano strój doskonale przylegający do ciała, co podkreślało kształty męskich nóg i pośladków. W 1525 nogawico-spodnie zmieniły się dość znacznie. Składają się teraz z krótkich spodni zakrywających biodra i doszytych do nich nogawic sięgających poniżej kolana. Na koniec nogawicy zachodziła pończocha podtrzymywana podwiązką. Z przodu nadal nosi się wypchany sak. W drugiej połowie XVI w. nosi się bardzo krótkie i mocno bufiaste, watowane spodnie i długie pończochy. W XVII w. nosi się długie obcisłe spodnie wpuszczone w wysokie buty. Dopiero w XIX w. pojawił się krój spodni, który po wielu modyfikacjach i zmianach przetrwał do dziś.

## Opis
Współczesne spodnie składają się z dwóch nogawek zszytych razem w tylnej części. W części przedniej nogawki zostają niezszyte tworząc rozporek, który ułatwia mężczyźnie oddawanie moczu bez konieczności zdejmowania spodni. Rozporek jest zapinany przy użyciu 3–4 guzików, nap lub zamka błyskawicznego. Zarówno guziki, jak i zamek ukryte są pod warstwą materiału. Wykończenie rozporka wraz z zapięciem nazywa się szlicem. Górna część spodni zaopatrzona jest w pasek zakończony w przedniej części elementem do zapinania. Może to być guzik, czasem dwa, haftka lub napa. Spodnie męskie posiadają kilka kieszeni, dwie przednie, jedna lub dwie tylne i czasem dodatkowo, jedna mała umieszczona bezpośrednio pod pasem lub ukryta w prawej przedniej kieszeni, przeznaczona oryginalnie na zegarek. Często taka mała, ukryta kieszeń występuje również w prawej kieszeni marynarki. W damskich spodniach, rozporek umieszczony jest najczęściej na lewym boku, dlatego też często takie spodnie nie posiadają kieszeni, lub mają tylko jedną na prawym boku. Na całej długości paska umieszczonych jest od 5 do 7 szlufek – pętelek, w które wsuwa się pas ułatwiający podtrzymywanie spodni. Osoby o większej tuszy chętniej używają do tego celu szelek. Dolne końce nogawek często posiadają tzw. mankiety. Uzyskuje się to przez specjalnie złożenie materiału i punktowe zamocowanie w dwóch miejscach w okolicy szwów bocznych. Wewnętrzna powierzchnia tej części nogawek wykończona jest specjalną taśmą, która zapobiega przecieraniu się nogawek na butach.

Spodnie w kant
Wykrój nogawki spodni A – Przód, B – Tył

## Rodzaje spodni
Spodnie szyje się z różnych materiałów zależnie od przeznaczenia. Najczęściej wykonywane są z  tkanin lub dzianin. Rodzaje spodni ze względu na długość:
- Spodnie długie, zakrywające kostki, w tym wykonaniu są elementem bardziej eleganckich ubrań. W ubraniach tych bardzo ważna jest długość spodni. Spodnie powinny być tak długie, żeby nie zaginały się na butach. Przy postawie wyprostowanej z tyłu powinny prawie sięgać obcasa, a z przodu układać się na bucie nie tworząc zagięć, najwyżej lekkie zafalowanie. Nogawka może być nieco dłuższa z tyłu niż z przodu, różnica do 2–3 cm. W czasie normalnego wykroku nogawka nie powinna odsłaniać skarpetki. Długość spodni jest obecnie dyktowana przez aktualne trendy w modzie.
- Spodnie krótkie to spodnie odkrywające łydkę lub krótsze. Noszone są najczęściej latem, ze względu na wygodę i większe poczucie komfortu cieplnego. W tym wykonaniu są uważane za mało eleganckie i niektórzy pracodawcy zabraniają noszenia krótkich spodni przez pracowników, nawet w upalne dni. Spodnie krótkie występują w wielu różnych wersjach od dziecięcych do bardzo specjalnych, np. dla wędkarzy. Takie spodnie posiadają nawet kilkanaście kieszeni-schowków na akcesoria wędkarskie.

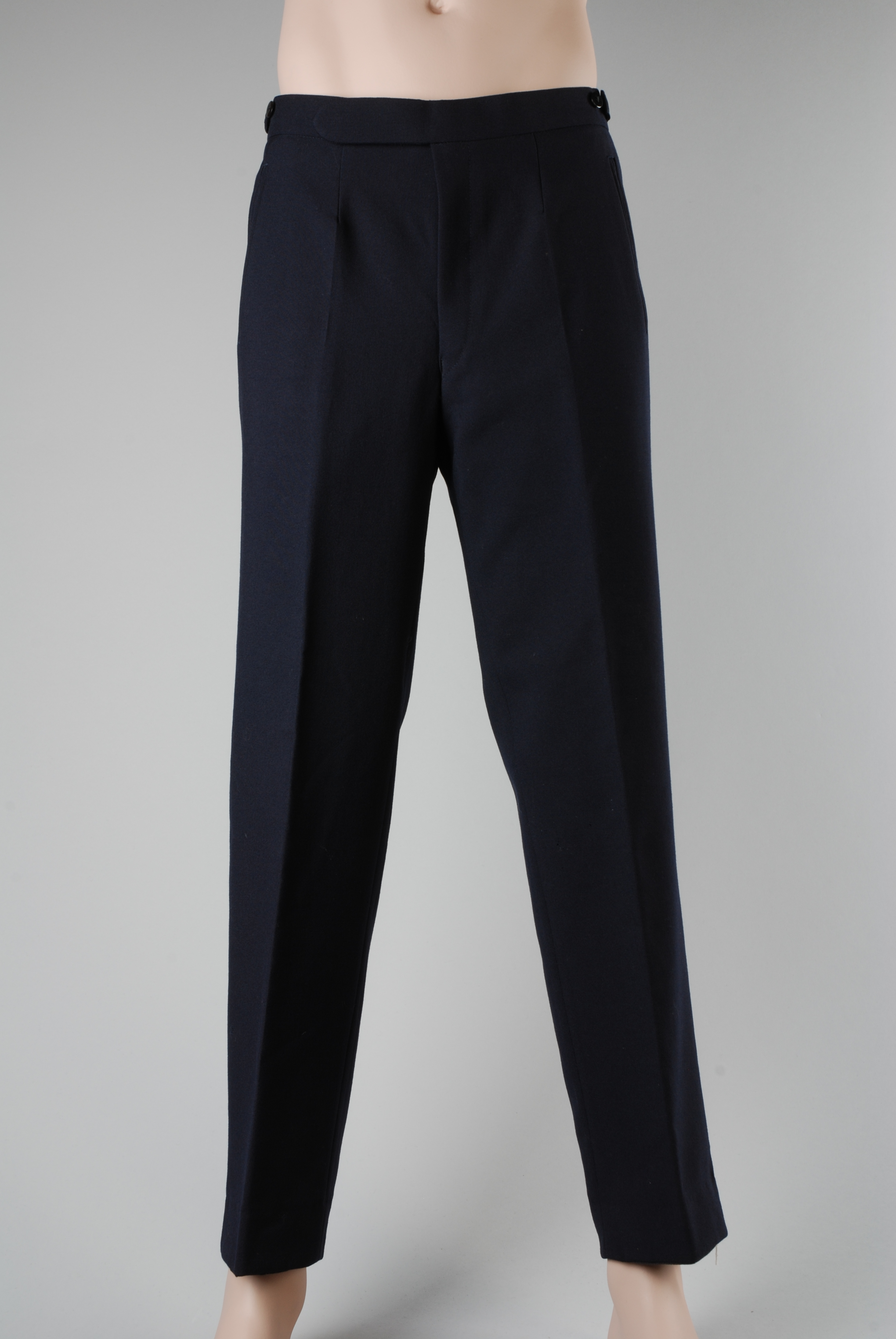
Długie spodnie garniturowe
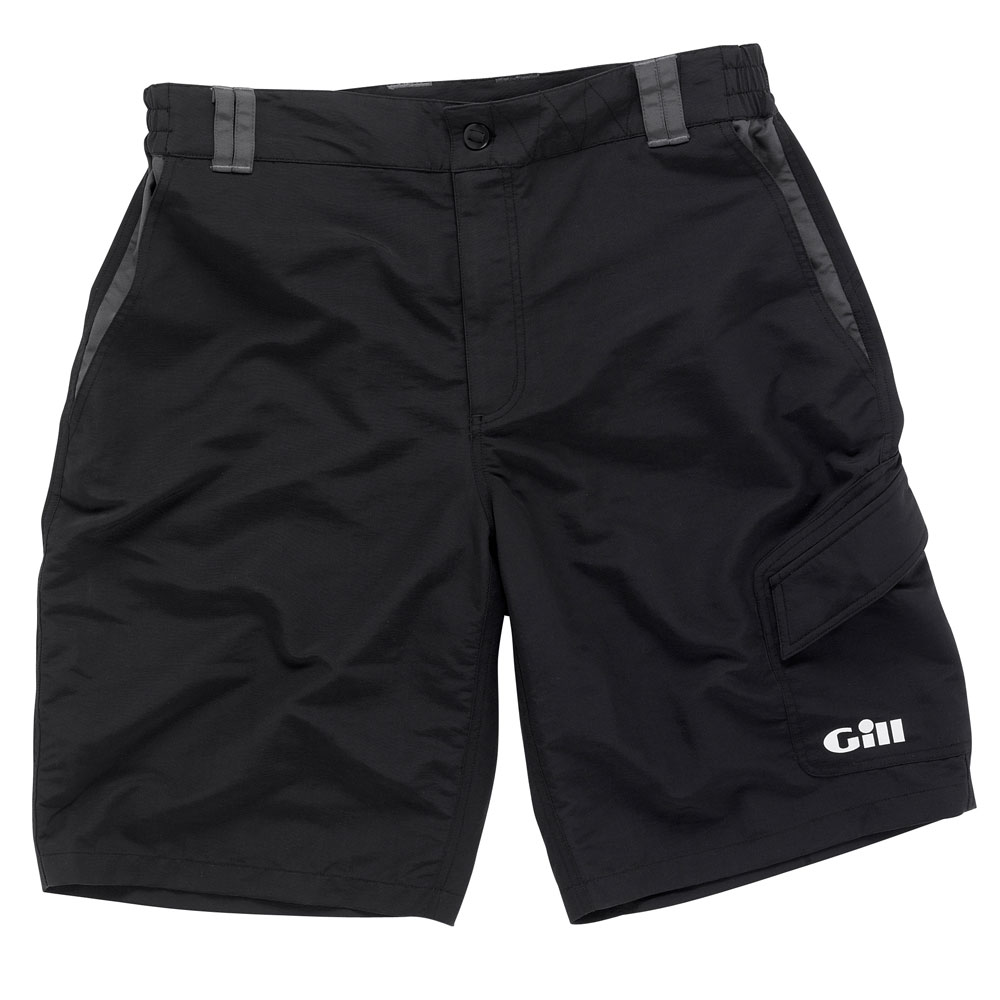
Krótkie spodnie sportowe